# Xanthorhoe opertaria
Xanthorhoe opertaria är en fjärilsart som beskrevs av Achille Guenée 1858. Xanthorhoe opertaria ingår i släktet Xanthorhoe och familjen mätare. Inga underarter finns listade i Catalogue of Life.